# Justin Champagnie
Justin John Champagnie (Staten Island, Nueva York, 29 de junio de 2001) es un jugador de baloncesto estadounidense que pertenece a la plantilla de los Washington Wizards de la NBA. Con 1,98 metros de estatura, juega en la posición de alero. Es hermano gemelo del también jugador profesional de baloncesto, Julian Champagnie.

## Trayectoria deportiva

### Universidad
Jugó dos temporadas con los Panthers de la Universidad de Pittsburgh, en las que promedió 14,7 puntos, 8,5 rebotes, 1,0 Asistencias y 1,1 robos de balón por partido. Al término de su segunda temporada fue incluido en el mejor quinteto de la Atlantic Coast Conference, recibiendo además por parte de Associated Press una mención honrífica en los All-American.
El 10 de mayo de 2021 anunció que se presentaría al Draft de la NBA, renunciando a los dos años que le quedaban como universitario.

#### Estadísticas
| Año     | Equipo     | PJ | PT | MPP  | %TC  | %3P  | %TL  | RPP  | APP | ROB | TPP | PPP  |
| ------- | ---------- | -- | -- | ---- | ---- | ---- | ---- | ---- | --- | --- | --- | ---- |
| 2019–20 | Pittsburgh | 33 | 27 | 32.9 | .421 | .262 | .777 | 7.0  | .7  | 1.1 | .8  | 12.7 |
| 2020–21 | Pittsburgh | 20 | 19 | 34.4 | .477 | .311 | .711 | 11.1 | 1.6 | 1.2 | 1.3 | 18.0 |
| Total   | Total      | 53 | 46 | 33.4 | .446 | .280 | .745 | 8.5  | 1.0 | 1.1 | 1.0 | 14.7 |

### Profesional
Tras no ser elegido en el Draft de la NBA de 2021, el 7 de agosto firmó contrato dual con los toronto Raptors que le permite jugar también en el filial de la G League, los Raptors 905.
El 14 de julio de 2022 renueva con los Raptors por dos temporadas. Pero el 29 de diciembre es cortado, tras únicamente tres encuentros esa temporada.
El 10 de enero de 2023 es reclamado por los Sioux Falls Skyforce de la NBA G League, y el 3 de abril firma hasta final de temporada con Boston Celtics. En agosto de 2023 es cortado, tras dos encuentros en temporadas regular y cuatro en playoffs con los Celtics.
El 11 de agosto de 2023 firmó con los Miami Heat, pero fue despedido el 21 de octubre, antes del inicio de la temporada 2023-24. Nueve días más tarde regresó a los Sioux Falls Skyforce.
El 22 de febrero de 2024 firmó un contrato de diez días con los Washington Wizards. Al término del mismo, el 3 de marzo firmó un contrato dual con la franquicia.
En marzo de 2025 consigue un contrato estándar por cuatro temporadas y $10 millones con los Wizards.

## Estadísticas de su carrera en la NBA

### Temporada regular
| Año     | Equipo     | PJ  | PT | MPP  | %TC   | %3P  | %TL   | RPP | APP | ROB | TPP | PPP |
| ------- | ---------- | --- | -- | ---- | ----- | ---- | ----- | --- | --- | --- | --- | --- |
| 2021-22 | Toronto    | 36  | 0  | 7.8  | .463  | .357 | 1.000 | 2.0 | .3  | .2  | .1  | 2.3 |
| 2022-23 | Toronto    | 3   | 0  | 3.6  | 1.000 | —    | —     | 1.3 | .3  | .0  | .0  | 2.0 |
| 2022-23 | Boston     | 2   | 0  | 11.7 | .167  | .200 | —     | 2.0 | 1.5 | .5  | .0  | 2.5 |
| 2023-24 | Washington | 15  | 1  | 15.7 | .410  | .289 | .800  | 3.5 | 1.3 | .7  | .6  | 5.9 |
| 2024-25 | Washington | 62  | 31 | 21.6 | .511  | .383 | .685  | 5.7 | 1.0 | 1.0 | .6  | 8.8 |
| Total   | Total      | 118 | 32 | 16.0 | .487  | .362 | .732  | 4.1 | .8  | .7  | .4  | 6.1 |

### Playoffs
| Año   | Equipo | PJ | PT | MPP | %TC  | %3P  | %TL | RPP | APP | ROB | TPP | PPP |
| ----- | ------ | -- | -- | --- | ---- | ---- | --- | --- | --- | --- | --- | --- |
| 2023  | Boston | 4  | 0  | 2.6 | .250 | .000 | —   | .0  | .0  | .0  | .0  | .5  |
| Total | Total  | 4  | 0  | 2.6 | .250 | .000 | —   | .0  | .0  | .0  | .0  | .5  |